# 島津立久
島津 立久（しまづ たつひさ）は、室町時代の守護大名。薩摩・大隅・日向守護。島津氏第10代当主。9代当主・島津忠国の次男。子に忠昌。幼名は安房丸、通称は又三郎。官位は修理亮、陸奥守。
父が文明2年（1470年）に死ぬまで守護であったため、立久が当主としての治世は4年間に過ぎなかったとされているが、実際には父と家臣の対立から長禄2年（1458年）頃から家臣団によって忠国を排除する計画が進められ、長禄3年（1459年）10月以前には立久が新納忠治・樺山長久ら重臣の力を借りて父を追放して家督を奪取して、事実上の守護となっていた。
日向の伊東祐堯と和睦して婚姻を結んだことで、日向国への影響力は低下したもの、薩摩・大隅の経営に専念したため、領内は平穏な日々が続いていた。また、兄弟を領内の要地に配置するとともに、一族や重臣達に対しても伊作氏を伊作城から櫛間城へ、新納氏を志布志城から飫肥城へ移封させるなどの配置換えを行って彼らを牽制し、守護領を拡大させることで地位の安定化も図られた。更に琉球や李氏朝鮮とも交易を盛んに行っていた。応仁元年（1467年）、応仁の乱が起こり、2年後には東軍の細川勝元に味方したが、勝元の出兵要請は拒否して出陣せず、名目上の東軍であった。一方、叔父の豊州家当主島津季久は西軍の山名宗全に味方していた。これは、応仁の乱に際して他の諸大名と同様に、どちらが負けても家が存続するようにしていたためである。
文明3年（1471年）、桜島が大規模な噴火を起こし、立久没後の文明8年（1476年）頃まで続いた。噴火による降灰は農地に多大な被害を与えたために被災地であった日向・大隅方面に所領を持つ家臣やその領民は困窮したとみられ、その後の領国経営に暗い影を落とすことになる。
文明6年（1474年）、43歳で死去。嫡男の忠昌が後を継いだが、立久の生前に薩州家の島津国久を養嗣子に迎えて実子である忠昌を法城山龍雲寺に入れて僧にする予定であったとする記録（伊地知季安『御当家始書』）もあり、この際の混乱がその後の家中の内紛の一因になったと考えられる。墓所は東市来の法城山龍雲寺跡、福昌寺跡。